# Mike Patton
Mike Patton (fullständigt namn Michael Allan Patton), född 27 januari 1968 i Eureka, Kalifornien, USA, är en amerikansk musiker och låtskrivare. Han är mest känd som sångare i bandet Faith No More sedan 1988, men han har även varit sångare för band som Mr. Bungle, Tomahawk och Fantômas. Pattons signum är hans experimentella natur och avancerade sångteknik.

## Biografi
Mike Patton har musikaliska sidoprojekt med andra artister, som John Zorn, Dan the Automator, The Melvins, The Dillinger Escape Plan, Melt-Banana, Sepultura, Merzbow, Weird Little Boy, Rahzel och Kaada. Tillsammans med Greg Wercman skapade Mike Patton skivbolaget Ipecac Recordings som han fortfarande arbetar med. Multikonstnär som han är, har han också medverkat i en independentfilm, Firecracker (2004), där han spelar två av huvudrollerna.

## Diskografi

### Faith No More
Studioalbum
- 1989 – The Real Thing
- 1992 – Angel Dust
- 1995 – King For A Day... Fool For A Lifetime
- 1997 – Album of the Year
- 2015 – Sol Invictus

Livealbum
- 1990 – Live at the Brixton Academy

Soundtrack album
- 1993 – Judgment Night (Faith No More & Boo-Yaa T.R.I.B.E. spelar Another Body Murdered)

### Mr. Bungle
Demos
- 1986 – The Raging Wrath of the Easter Bunny
- 1987 – Bowel of Chiley
- 1988 – Goddammit I Love America
- 1989 – OU818

Studioalbum
- 1991 – Mr. Bungle
- 1995 – Disco Volante
- 1999 – California

### Fantômas
Studioalbum
- 1999 – Fantômas
- 2001 – The Director's Cut
- 2004 – Delìrium Cordìa
- 2005 – Suspended Animation

Livealbum
2002 – Millennium Monsterwork 2000 (med The Melvins)

### Tomahawk
Studioalbum
- 2001 – Tomahawk
- 2003 – Mit Gas
- 2007 – Anonymous
- 2013 – Oddfellows

### Hemophiliac
Studioalbum
- 2002 – Hemophiliac (av John Zorn/Patton/Ikue Mori)

Livealbum
- 2004 – Hemophiliac: 50th Birthday Celebration Volume Six (av John Zorn/Patton/Ikue Mori)

### Soloalbum
- 1996 – Adult Themes for Voice
- 1997 – Pranzo Oltranzista
- 2010 – Mondo Cane

### Som musikproducent
- 2006 – Peeping Tom (med bland annat: Rahzel, Dan the Automator, Massive Attack, Kid Koala och Norah Jones)

### Albumsamarbeten
- 1998 – Weird Little Boy (av Weird Little Boy - John Zorn och Patton (sång och trummor))
- 1999 – She (av Maldoror - Patton och Masami Akita)
- 2001 – Music to Make Love to Your Old Lady By (av Lovage - Patton, Dan the Automator och Jennifer Charles)
- 2002 – Irony is a Dead Scene (av The Dillinger Escape Plan med Mike Patton)
- 2004 – Romances (Patton/Kaada)
- 2005 – General Patton vs The X-Ecutioners
- 2006 – The Stone: Issue One (av John Zorn/Dave Douglas/Patton/Bill Laswell/Rob Burger och Ben Perowsky)
- 2006 – Moonchild (album av John Zorn med Patton/Trevor Dunn/Joey Baron)
- 2006 – Astronome (album av John Zorn med Patton/Trevor Dunn/Joey Baron)
- 2007 – Six Litanies For Heliogabalus (album av John Zorn med Patton/Trevor Dunn/Joey Baron/Jamie Saft/Ikue Mori)

### Övriga album där Patton medverkar
- 1992 – Elegy (av John Zorn, Patton sjunger)
- 1995 – Burn or Bury (av Milk Cult, Patton på Psychoanalytwist)
- 1996 – Roots (av Sepultura, Patton sjunger på Lookaway)
- 1997 – Blood Rooted (av Sepultura, Patton var med och skrev, samt sjunger låten Mine)
- 1997 – Great Jewish Music: Burt Bacharach (Patton (Sång och Keyboard)  på She's Gone Away)
- 1997 – Great Jewish Music: Serge Gainsbourg (Patton sjunger och spelar alla instrument på Ford Mustang)
- 1997 – Fear No Love (av Bob Ostertag, Patton sjunger på The Man in the Blue Slip och Not Your Girl)
- 1997 – AngelicA 97 (Patton medverkar på Romance For A Choking Man/Woman  och cudegokalalumosospasashatetéwaot)
- 1998 – Charlie (av Melt-Banana, medlemmar från Mr. Bungle (och många andra) sjunger på Area 877 (Phoenix Mix))
- 1998 – Great Jewish Music: Marc Bolan (Patton sjunger och spelar alla instrument under namnet "Fantomas" på Chariot Choogle)
- 1999 – Memory Is An Elephant (av Tin Hat Trio, Patton sjunger på gömda spåret Infinito)
- 1999 – Tribus (av Sepultura, Patton sjunger The Waste som han även hjälpte till att skriva)
- 1999 – No Coração dos Deuses - Soundtrack, (Patton uppför Procura O Cara med medlemmar från Sepultura)
- 1999 – Song Drapes (av Jerry Hunt, Patton gör text/sång på Song Drape 7 och "I Come")
- 1999 – Music Romance, Vol. 2: Taboo And Exile (av John Zorn, Patton är med på Bulls Eye)
- 2000 – The Crybaby (av The Melvins, Patton sjunger och spelar alla instrument på G.I. Joe)
- 2000 – Great Phone Calls (av Neil Hamburger, Patton är med på Music of the Night)
- 2000 – Down With The Scene (av Kid 606, Patton sjunger på Secrets 4 Sale)
- 2000 – The Big Gundown: John Zorn Plays The Music Of Ennio Morricone (av John Zorn, Patton sjunger The Ballad Of Hank McCain (Vocal))
- 2001 – The Gift (av John Zorn, Patton medverkar på Bridge to the Beyond)
- 2002 – Rise Above: 24 Black Flag Songs to Benefit the West Memphis Three (olika artister, Patton är med på Six Pack)
- 2002 – IAO (av John Zorn, Patton sjunger på Leviathan)
- 2003 – Masada Anniversary Edition Vol. 2: Voices in the Wilderness (olika artister, Patton sjunger och spelar keyboard på Kochot)
- 2004 – Virginal Co Ordinates (av Eyvind Kang, Patton medverkar med sång & "electronics")
- 2004 – Medúlla (av Björk, Patton medverkar på Pleasure Is All Mine, Where Is The Line och Triumph of a Heart)
- 2004 – White People (av Handsome Boy Modeling School, har med Patton på Are You Down With It?)
- 2004 – The End of the Fear of God (Patton framför en duett med Kid 606 på Circle A)
- 2005 – Oceanic: Remixes/Reinterpretations (av Isis, Patton gör en version av Maritime)
- 2005 – Burner (av Odd Nosdam, Patton är med på 11th Ave Freakout Pt 2)
- 2005 – The Long Vein of the Law (av Subtle, Patton medverkar på Long Voice)
- 2005 – Wei-Wu-Wei (av Corleone: Roy Paci, Patton sjunger påTutto diventerà rosso)
- 2005 – The Complete Studio Recordings (av Naked City, Patton är med på "version vocale" av låten Grand Guignol)
- 2005 – 50th Birthday Celebration Volume Twelve (av Painkiller, Patton gästar på sång)
- 2006 – New Heavy (av Dub Trio, Patton sjunger i låten Not Alone)
- 2006 – Trouble – The Jamie Saft Trio Plays Bob Dylan (av Jamie Saft Trio, Patton sjunger i låten Ballad of a Thin Man)
- 2007 – Weather Underground (kommande album av Massive Attack, Patton sägs medverka på albumet)
- 2008 – Profanation (av Praxis Patton medverkar på Larynx)